# Seven Sudamericano Masculino 2010
El Seven Sudamericano Masculino 2010 se celebró en enero en Mar del Plata, Argentina. El torneo que organizó la CONSUR se disputó junto al Seven Internacional de Mar del Plata otorgando una 2º plaza para el USA Seven 2011 de la Serie Mundial de Seven de la IRB.

## Equipos participantes
- Selección de rugby 7 de Argentina (Los Pumas)
- Selección de rugby 7 de Brasil (Los Vitória-régia)
- Selección de rugby 7 de Chile (Los Cóndores)
- Selección de rugby 7 de Colombia (Los Tucanes)
- Selección de rugby 7 de Paraguay (Los Yacarés)
- Selección de rugby 7 del Perú (Los Tumis)
- Selección de rugby 7 de Uruguay (Los Teros)
- Selección de rugby 7 de Venezuela (Las Orquídeas)

## Clasificación[2]

### Grupo A

#### Posiciones
| Pos. | Equipo    | Encuentros | Encuentros | Encuentros | Encuentros | Tantos  | Tantos    | Tantos     | Puntos |
| Pos. | Equipo    | jugados    | ganados    | empatados  | perdidos   | a favor | en contra | diferencia | Puntos |
| ---- | --------- | ---------- | ---------- | ---------- | ---------- | ------- | --------- | ---------- | ------ |
| 1    | Argentina | 3          | 3          | 0          | 0          | 111     | 7         | + 104      | 9      |
| 2    | Brasil    | 3          | 2          | 0          | 1          | 45      | 12        | + 33       | 6      |
| 3    | Paraguay  | 3          | 1          | 0          | 2          | 21      | 64        | - 43       | 3      |
| 4    | Perú      | 3          | 0          | 0          | 3          | 7       | 101       | - 94       | 0      |

Nota: Se otorgan 3 puntos al equipo que gane un partido, 1 al que empate y 0 al que pierda
|  | Clasificados a la Semifinal de Oro |

|  | Clasificados a la Semifinal de Bronce |

#### Resultados
| 5 de enero | Argentina | 54 - 0 | Perú | Estadio José María Minella, Mar del Plata, Argentina |  |

| 5 de enero | Brasil | 12 - 0 | Paraguay | Estadio José María Minella, Mar del Plata, Argentina |  |

| 5 de enero | Argentina | 45 - 0 | Paraguay | Estadio José María Minella, Mar del Plata, Argentina |  |

| 5 de enero | Brasil | 26 - 0 | Perú | Estadio José María Minella, Mar del Plata, Argentina |  |

| 5 de enero | Paraguay | 21 - 7 | Perú | Estadio José María Minella, Mar del Plata, Argentina |  |

| 5 de enero | Argentina | 12 - 7 | Brasil | Estadio José María Minella, Mar del Plata, Argentina |  |

### Grupo B

#### Posiciones
| Pos. | Equipo    | Encuentros | Encuentros | Encuentros | Encuentros | Tantos  | Tantos    | Tantos     | Puntos |
| Pos. | Equipo    | jugados    | ganados    | empatados  | perdidos   | a favor | en contra | diferencia | Puntos |
| ---- | --------- | ---------- | ---------- | ---------- | ---------- | ------- | --------- | ---------- | ------ |
| 1    | Uruguay   | 3          | 3          | 0          | 0          | 62      | 29        | + 33       | 9      |
| 2    | Chile     | 3          | 2          | 0          | 1          | 67      | 38        | + 29       | 6      |
| 3    | Colombia  | 3          | 1          | 0          | 2          | 38      | 41        | - 3        | 3      |
| 4    | Venezuela | 3          | 0          | 0          | 3          | 31      | 90        | - 59       | 0      |

Nota: Se otorgan 3 puntos al equipo que gane un partido, 1 al que empate y 0 al que pierda
|  | Clasificados a la Semifinal de Oro |

|  | Clasificados a la Semifinal de Bronce |

#### Resultados
| 5 de enero | Chile | 38 - 7 | Venezuela | Estadio José María Minella, Mar del Plata, Argentina |  |

| 5 de enero | Uruguay | 12 - 5 | Colombia | Estadio José María Minella, Mar del Plata, Argentina |  |

| 5 de enero | Chile | 17 - 14 | Colombia | Estadio José María Minella, Mar del Plata, Argentina |  |

| 5 de enero | Uruguay | 33 - 12 | Venezuela | Estadio José María Minella, Mar del Plata, Argentina |  |

| 5 de enero | Colombia | 19 - 12 | Venezuela | Estadio José María Minella, Mar del Plata, Argentina |  |

| 5 de enero | Chile | 12 - 17 | Uruguay | Estadio José María Minella, Mar del Plata, Argentina |  |

## Play-off

### Semifinales

#### Semifinales de Bronce
| 6 de enero 18:20 | Paraguay | 29 - 7 | Venezuela | Estadio José María Minella, Mar del Plata, Argentina |  |

| 6 de enero | Colombia | 26 - 0 | Perú | Estadio José María Minella, Mar del Plata, Argentina |  |

#### Semifinales de Oro
| 6 de enero | Argentina | 33 - 0 | Chile | Estadio José María Minella, Mar del Plata, Argentina |  |

| 6 de enero | Uruguay | 22 - 0 | Brasil | Estadio José María Minella, Mar del Plata, Argentina |  |

### Finales[3]

#### 7º puesto
| 6 de enero | Perú | 24 - 21 | Venezuela | Estadio José María Minella, Mar del Plata, Argentina |  |

#### Final de Bronce
| 6 de enero | Colombia | 19 - 12 | Paraguay | Estadio José María Minella, Mar del Plata, Argentina |  |

#### Final de Plata
| 6 de enero | Brasil | 7 - 14 | Chile | Estadio José María Minella, Mar del Plata, Argentina |  |

#### Final de Oro
| 6 de enero 21:00 | Argentina | 21 - 0 | Uruguay | Estadio José María Minella, Mar del Plata, Argentina |  |

| Bandera de Argentina |
| Campeón Argentina    |
| Quinto título        |

## Posiciones finales[5]
| Posición | Selección |
| -------- | --------- |
| 1        | Argentina |
| 2        | Uruguay   |
| 3        | Chile     |
| 4        | Brasil    |
| 5        | Colombia  |
| 6        | Paraguay  |
| 7        | Perú      |
| 8        | Venezuela |

## Clasificación al USA Seven 2011[6]
Los Pumas ya estaban clasificados al USA Seven 2011 de Las Vegas por la Serie Mundial de Seven de la IRB y los acompañaron Los Teros por ser los mejores ubicados sin tener en cuenta a los argentinos.